# キム・サンジュン
キム・サンジュン (김상중、1965年8月6日 - ) は、韓国の俳優。
1990年に芸能活動を始め、数多くのテレビドラマや映画に出演している。2006年の映画『マイ・ボス マイ・ヒーロー2 リターンズ』で正体を隠して高校に通う暴力団の親分役を演じ、第29回黄金撮影賞の最優秀主演男優賞を受賞した。テレビドラマ出演で特に評価されたのは2007年の『私の男の女』と2012年の『追跡者〔チェイサー〕』で、2度に渡ってコリアドラマアワードの男性最優秀賞を受賞している。
東国大学校演劇映画学科卒業。身長175cm、体重65kg。

## 略歴
1965年生まれ。本貫は光山金氏。1990年に演劇『아이 러브 빵 (アイ・ラブ・パン)』に出演して芸能活動を始める。その後、映画とテレビドラマに出演を続け、1998年3月から翌年にかけては連続ドラマ5本に出演し、そのうちの3本『嘘 〜偽りの愛〜』『サルダボミョン (生きていれば)』『洪吉童 -ホン・ギルトン-』では主演を演じた。
映画出演で多くの人に知られるのは、チョン・ジュノ主演のアクション喜劇『マイ・ボス マイ・ヒーロー』2作で演じた暴力団の親分役で、2001年の第1作『マイ・ボス マイ・ヒーロー』では友情出演として数場面に出ただけだったが、その続編2006年公開の『マイ・ボス マイ・ヒーロー2 リターンズ』で前作と同じ親分役ながらその正体を隠して高校に通う役を演じ、第29回黄金撮影賞の最優秀主演男優賞を受賞した。
テレビドラマには数多くの作品で主演者として出演している。もっとも評価されたのは2007年の大ヒットドラマ『私の男の女』の大学講師ホン・ジュンピョ役で、妻の友人と不倫関係になる。その不倫相手であるヒロインのファヨン役はキム・ヒエが演じ、やさしい性格の妻役にはペ・ジョンオクが扮した。この一面柔和かつ優柔不断ながらも内面は頑固という大学講師役で第1回コリアドラマアワード男性最優秀賞を受賞した。
2012年にはテレビドラマ『追跡者〔チェイサー〕』に出演して、第5回コリアドラマアワードで男性最優秀賞を再び受賞した。
司会者としてもテレビに出ていて、毎週土曜夜に放送されているSBSテレビのドキュメンタリー番組『クゴシ・アルゴ・シプタ (それが知りたい)』の司会を2008年から7年以上続けて担当している。

## 主な出演作品

### 映画
- トナ・トナ・トナ - 돈아 돈아 돈아 (1991年) 主演 チョンア役 [5] [11]
- サラン・チョンジェン - 사랑 전쟁 (1992年) 主演
- 愛と悲しみのマリア - 마리아와 여인숙 (1997年) 主演 キテ役
- 散策 - 산책 (2000年) 主演 イ・ヨンフン役
- アナーキスト - 아나키스트 (2000年) 主演 ハン・ミョンゴン役
- ジャカルタ -現金争奪戦- - 자카르타 (2000年) 主演 ヘリョン役
- マイ・ボス マイ・ヒーロー - 두사부일체 (2001年) トゥシクのボス役
- マイ・ボス マイ・ヒーロー2 リターンズ - 투사부일체 (2006年) 主演 オ・サンジュン役
- ウォンタクの天使 - 원탁의 천사 (2006年) 主演 チャン・ソクチョ、チョンサ役
- 韓半島 -HANBANDO- - (2006年) 高宗皇帝役
- アボジワ・マリワ・ナ - 아버지와 마리와 나 (2008年) 主演 テス役
- ユガムスロウン・トシ - 유감스러운 도시 (2009年) 主演 アン・グァンソプ役
- 次の朝は他人 - 북촌방향 (2011年) 主演 ヨンホ役
- ソニはご機嫌ななめ -  (2013年) ドンヒョン役

### テレビドラマ
- チョングギ・ナグネ - 천국의 나그네 (1994年、MBC) 主演 ミョングン役 [5] [11]
- サランウル・キオカセヨ - 사랑을 기억하세요 (1995年、MBC) 主演 チュヒョン役
- キム・グ - 김구 (1995年、KBS) 主演 金九(キム・グ)役
- モギョクタンジプ・ナムジャドゥル - 목욕탕집 남자들 (1995年 - 1996年、KBS) 主演 カン・ホジュン役
- ミマン - 未忘(미망) (1996年 - 1997年、MBC) 主演 イ・ジョンサン役
- イウッチプ・ヨジャ - 이웃집 여자 (1997年、SBS) 主演
- クデ・ナルル・プルル・テ - 그대 나를 부를 때 (1997年、KBS) 主演
- 嘘 〜偽りの愛〜 - 거짓말 (1998年、KBS) 主演 イ・ドンジン役
- サルダボミョン - 살다보면 (1998年、KBS) 主演
- 洪吉童 -ホン・ギルトン- - 홍길동 (1998年、SBS) 主演 イオプ役
- チャクサラン - 짝사랑 (1998年、KBS) オ・チャンス役
- タルコマン・シンブ - 달콤한 신부 (1999年、SBS) 主演
- トマト（1999年、SBS）
- ゴースト 〜永遠の愛〜 （1999年、SBS）
- サランイ・チョンソル - 사랑의 전설 (2000年、SBS) 主演 チョンファン役
- 光宗大王 〜帝国の朝〜 - 제국의 아침 (2002年 - 2003年、KBS) 主演 光宗役
- 人間市場 - 2004 인간시장 (2004年、SBS) 主演 ユ・ギハ役
- 私の男の女 - 내 남자의 여자 (2007年、SBS) 主演 ホン・ジュンピョ役
- 8日 - 정조암살 미스터리 8일 (2007年、チャンネルCGV) 主演 正祖役
- 美しき人生（2010年、SBS） - ヤン・ビョンジュン役
- シティーハンター in Seoul（2011年、SBS） - イ・ジンピョ役
- 追跡者〔チェイサー〕（2012年、SBS） - カン・ドンユン役
- 主君の太陽（2013年、SBS）
- 黄金の虹（2013年-2014年、MBC） - キム・ハンジュ役
- 弁護士の資格〜改過遷善（2014年、MBC） - チャ・ヨンウ役
- ドクター異邦人（2014年、SBS） - パク・チョル役
- バッドガイズ～悪い奴ら～（2014年、OCN） - オ・グタク役
- 軍師リュ・ソンリョン（2015年、KBS） - リュ・ソンリョン役
- 逆賊-民の英雄ホン・ギルドン-（2017年、MBC）- アモゲ役
- ザ・バンカー（2019年、MBC） - ノ・テホ役
- 夜に咲く花（2024年、MBC）- ソク・ジソン役

### テレビ番組
- クゴシ・アルゴ・シプタ - 그것이 알고 싶다 (2008年 - 、SBS) 司会

## 受賞歴
- 2000年 SBS演技大賞 優秀演技賞 - 『サランイ・チョンソル』[1] [5]
- 2000年 SBS演技大賞 ビッグスター賞
- 2002年 KBS演技大賞 最優秀演技賞 - 『光宗大王 〜帝国の朝〜』
- 2006年 第29回 黄金撮影賞 最優秀主演男優賞 - 『マイ・ボス マイ・ヒーロー2 リターンズ』
- 2007年 第1回コリアドラマアワード 男性最優秀賞 - 『私の男の女』
- 2007年 SBS演技大賞 ミニシリーズ部門 男性演技賞 - 『私の男の女』
- 2012年 第5回コリアドラマアワード 男性最優秀賞 - 『チュジョクチャ』
- 2012年 SBS芸能大賞 功労賞 - 『クゴシ・アルゴ・シプタ』[12]
- 2012年 SBS演技大賞 ミニシリーズ部門 男性優秀演技賞 - 『チュジョクチャ』[12]